# Provinciale weg 266
De provinciale weg 266 (N266) is een 17 kilometer lange provinciale weg die van noord naar zuid door de Nederlandse provincies Noord-Brabant en Limburg loopt. De weg vormt een verbinding tussen de A67 ten noorden van Someren en de N275 bij Nederweert. Over de gehele lengte verloopt de weg op de westelijke oever van de Zuid-Willemsvaart.
De weg is uitgevoerd als tweestrooks-gebiedsontsluitingsweg met een maximumsnelheid van 80 km/h. In de gemeente Someren heet de weg Rijksweg, Kanaaldijk Noord en Kanaaldijk Zuid. In de gemeente Nederweert heet de weg Wetering, Rijksweg Noord, Aan Vijftien en Rijksweg Zuid.

## Geschiedenis
Oorspronkelijk was de huidige N266 een rijksweg (de straatnamen op enkele gedeelten van de weg refereren daar nog aan). De weg is nooit onderdeel geweest van een rijkswegenplan, maar was tot 1992 in beheer bij Rijkswaterstaat en administratief genummerd als rijksweg 766. Deze verliep van 's-Hertogenbosch via Beek en Donk en Weert naar de Nederlands-Belgische grens nabij het Belgische Lozen.
Ten behoeve van bewegwijzering werd echter sinds begin jaren 80, toen de tweede fase van de 'nummering van wegen ten behoeve van bewegwijzering' werd ingevoerd bewegwijzerd als N266. Deze bewegwijzerde route volgde grotendeels het verloop van de rijksweg 766, maar verliep vanaf Weert over de oostelijke ring verder naar de grens ten zuiden van Stramproy. Tot het gereedkomen van de A2 tussen Knooppunt Vught en Knooppunt Ekkersweijer vervulde de N266 een belangrijke rol in het verkeer tussen de Randstad en Zuid-Limburg. Nadat de A2 in 1996 als autosnelweg voor verkeer werd opengesteld werd het doorgaande verkeer over de N266 zo veel mogelijk geweerd.
Daar begin jaren 90 reeds geen bovenregionale functie voorzien was voor de N266 werd deze per 1 januari 1993 in het kader van de Wet herverdeling wegenbeheer grotendeels overgedragen aan de provincies Noord-Brabant en Limburg. Kleine gedeelten tussen Beek en Donk en Helmond en de Weertse ring werden overgedragen aan de betreffende gemeenten. De provincies hernummerden grote delen van de N266 die bij hen in beheer kwamen:
- 's-Hertogenbosch - Beek en Donk: Onderdeel van de N279 's-Hertogenbosch - Horn
- Helmond - aansluiting A67: Hernummerd in N612
- Nederweert - aansluiting A2: Onderdeel van de N275 Nederweert - Blerick
- Weert - Belgische grens: Hernummerd in N292

De weg is, onder invloed van problemen rond Eindhoven (met name knooppunt Leenderheide), een drukke verkeersader omdat hij een alternatieve verbinding vormt tussen de A2 (afrit 39) en de A67 (afrit 35).
N62 · N69 · N251 · N252 · N253 · N254 · N255 · N256/A256 · N257 · N258 · N260 · N261 · N262 · N263 · N264 · N266 · N267 · N268 · N269 · N270/A270 · N271 · N272 · N273 · N274 · N275 · N276 · N277 · N278 · N279 · N280 · N281 · N282 · N283 · N284 · N285 · N286 · N287 · N288 · N289 · N290 · N291 · N292 · N293 · N294 · N295 · N296 · N296n · N297 · N298 · N300 · N321 · N322 · N324 · N329 · N389 · N394 · N395 · N396 · N397

N556 · N562 · N564 · N570 · N572 · N590 · N595 · N598 · N601 · N602 · N605 · N607 · N612 · N613 · N615 · N616 · N617 · N618 · N620 · N622 · N625 · N629 · N631 · N632 · N637 · N638 · N639 · N640 · N641 · N651 · N652 · N653 · N654 · N655 · N656 · N658 · N659 · N660 · N661 · N662 · N663 · N664 · N665 · N666 · N667 · N668 · N669 · N670 · N671 · N673 · N674 · N675 · N676 · N682 · N683 · N686 · N689 · N690 · N831 · N843

Voormalige provinciale wegen: N299 · N551 · N552 · N553 · N554 · N555 · N560 · N561 · N563 · N565 · N566 · N567 · N568 · N571 · N574 · N580 · N581 · N582 · N583 · N584 · N585 · N586 · N587 · N588 · N589 · N591 · N592 · N593 · N594 · N596 · N597 · N603 · N604 · N606 · N608 · N610 · N611 · N614 · N619 · N621 · N623 · N624 · N626 · N628 · N630 · N634 · N642 · N657